# Den objímání
Den objímání (anglicky National Hugging Day) si připomínáme 21. ledna. Jde o významný den, který se připisuje americkému reverendu Kevinu Zaborneymu. Tento muž vymyslel Mezinárodní den objímání jako prostředek k šíření lásky a laskavosti mezi lidmi.[zdroj?] Poprvé byl slaven v roce 1986 v Clio v Michiganu.
Tento den je často využíván k pořádání charitativních událostí spojených s objímáním.[chybí lepší zdroj]

### Související
- Free hugs